# 東海大学大学院開発工学研究科
開発工学研究科（かいはつこうがくけんきゅうか、英称：The Graduate School of High-Technology for Human Welfare）は、静岡県沼津市西野にキャンパスを構える東海大学の大学院の1つ。日本にある大学院の研究科のうち、開発工学分野の高度な教育研究を行う機構の1つである。2014年度より募集停止。

## 概要
1995年に、東海大学大学院の研究科の1つとして開設。本研究科は、情報通信工学、素材工学、生物工学、医用生体工学の4専攻の修士課程を設置。学位は、「修士（工学）」（英称：Master of Engineering）を4専攻ともに設定している。博士課程としては、2005年に当時の九州東海大学と北海道東海大学、そして東海大学による博士課程のみで構成される三大学の「連合大学院博士課程（現在の、総合理工学研究科、地球環境科学研究科及び生物科学研究科）」が用意された。